# Championnat de Belgique de football de deuxième division 1932-1933
Navigation
saison précédente saison suivante
Cette page présente la dix-neuvième édition du championnat  Division 1 (D2) belge.
Ce championnat voit le Belgica FC Edegem gagner le droit de devenir le 10e club de la Province d'Anvers à monter parmi l'élite nationale.
Dans l'autre série, le Royal Tilleur Football Club remporte son 3e titre de "D2" et peut donc retourner une 2e fois dans la plus haute division. Son premier titre ayant été gagné juste après la Première Guerre mondiale, les séries nationales étaient "gelées" par la Fédération et le club ne put monter.
Des quatre promus de la saison précédente, seul Oude God Sport ne parvient pas à se maintenir. Deux ans après avoir connu la Division d'Honneur, Montegnée est relégué au 3e niveau de la hiérarchie.

## Clubs participants
Vingt-huit clubs prennent part à cette édition, soit le même nombre que la saison précédente. Les équipes sont réparties en deux séries de 14 formations.

### Série A
| #  | Nom                                       | Mat. | Ville        | Stades                 | En D2 depuis    | Total en D2 | S. précédente      |
| -- | ----------------------------------------- | ---- | ------------ | ---------------------- | --------------- | ----------- | ------------------ |
| 1  | Tubantia Football Athletic Club           | 64   | Borgerhout   | Rivierenhof            | 1932-1933 (1re) | 3 saisons   | Div. d'Honneur 13e |
| 2  | Association Royale Athlétique La Gantoise | 7    | Gentbrugge   | Jules Ottendstadion    | 1929-1930 (4e)  | 8 saisons   | 8e Série A         |
| 3  | Royal Uccle Sport                         | 15   | Uccle        | chaussée de Neerstalle | 1923-1924 (10e) | 15 saisons  | 3e Série A         |
| 4  | Sporting Club Anderlechtois               | 35   | Anderlecht   | stade Emile Versé      | 1931-1932 (2e)  | 8 saisons   | 2e Série A         |
| 5  | Club Renaisien                            | 46   | Renaix       | Parc Lagache           | 1931-1932 (2e)  | 2 saisons   | 11e Série A        |
| 6  | White Star Woluwe Athletic Club           | 47   | Woluwe-St-L. | rue de Kelle           | 1931-1932 (2e)  | 9 saisons   | 6e Série B         |
| 7  | Cercle Sportif La Forestoise              | 51   | Forest       | stade communal         | 1927-1928 (6e)  | 10 saisons  | 9e Série B         |
| 8  | Association Sportive Ostendaise           | 53   | Ostende      | Albertpark             | 1931-1932 (2e)  | 6 saisons   | 7e Série A         |
| 9  | Club Sportif de Schaerbeek                | 55   | Schaerbeek   | Parc Josaphat          | 1930-1931 (3e)  | 5 saisons   | 4e Série B         |
| 10 | Borgerhoutsche Sportkring                 | 84   | Borgerhout   | ??                     | 1931-1932 (2e)  | 2 saisons   | 10e Série A        |
| 11 | Knokke Football Club                      | 101  | Knokke       | ??                     | 1931-1932 (2e)  | 2 saisons   | 12e Série A        |
| 12 | Belgica Football Club Edegem              | 375  | Edegem       | ??                     | 1930-1931 (3e)  | 3 saisons   | 5e Série A         |
| 13 | Koninklijke Sportvereniging Blankenberge  | 48   | Blankenberge | ??                     | 1932-1933 (1re) | 3 saisons   | 1re Promotion A    |
| 14 | Voetbalvereniging Oude God Sport          | 68   | Mortsel      | ??                     | 1932-1933 (1re) | 6 saisons   | 1re Promotion B    |

### Localisations Série A
| \| Anvers · Tubantia FAC · VV Oude God Sport · Borgerhoutsche SK · Belgica FC Edegem Bruxelles · R. Uccle Sport · SC Anderlechtois · White Star AC · CS La Forestoise · CS Schaerbeek Anvers Knokke FC SV Blankenberge AS Ostendaise La Gantoise Bruxelles Club Renaisien \| Localisation des clubs engagés en Division 1A 1932-1933 |
| Anvers · Tubantia FAC · VV Oude God Sport · Borgerhoutsche SK · Belgica FC Edegem Bruxelles · R. Uccle Sport · SC Anderlechtois · White Star AC · CS La Forestoise · CS Schaerbeek Anvers Knokke FC SV Blankenberge AS Ostendaise La Gantoise Bruxelles Club Renaisien                                                               |

### Série B
| #  | Nom                                   | Mat. | Ville     | Stades                 | En D2 depuis    | Total en D2 | S. précédente      |
| -- | ------------------------------------- | ---- | --------- | ---------------------- | --------------- | ----------- | ------------------ |
| 1  | Football Club Turnhout                | 148  | Turnhout  | ??                     | 1932-1933 (1re) | 7 saisons   | Div. d'Honneur 14e |
| 2  | Racing Football Club Montegnée        | 77   | Montegnée | ??                     | 1931-1932 (2e)  | 5 saisons   | 12e Série B        |
| 3  | Royal Football Club Liégeois          | 4    | Rocourt   | stade Vélodrome        | 1924-1925 (9e)  | 16 saisons  | 9e Série B         |
| 4  | Royal Tilleur Football Club           | 21   | Ougrée    | stade du Pont d'Ougrée | 1929-1930 (4e)  | 17 saisons  | 2e Série B         |
| 5  | Sportkring Hoboken                    | 285  | Hoboken   | ??                     | 1931-1932 (2e)  | 2 saisons   | 6e Série A         |
| 6  | Royal Excelsior Football Club Hasselt | 37   | Hasselt   | ??                     | 1930-1931 (3e)  | 10 saisons  | 8e Série B         |
| 7  | Racing Club Tirlemont                 | 132  | Tirlemont | ??                     | 1931-1932 (2e)  | 2 saisons   | 10e Série B        |
| 8  | Royal Football Club Sérésien          | 17   | Seraing   | stade du Pairay        | 1931-1932 (2e)  | 4 saisons   | 5e Série B         |
| 9  | Royal Club Sportif Verviétois         | 8    | Verviers  | ??                     | 1931-1932 (2e)  | 10 saisons  | 3e Série B         |
| 10 | Royal Stade Louvaniste                | 18   | Louvain   | ??                     | 1931-1932 (2e)  | 14 saisons  | 11e Série B        |
| 11 | Turnhoutsche Sportkring Hand-in-Hand  | 210  | Turnhout  | ??                     | 1931-1932 (2e)  | 2 saisons   | 7e Série B         |
| 12 | Boom Football Club                    | 58   | Boom      | ??                     | 1931-1932 (2e)  | 8 saisons   | 4e Série A         |
| 13 | Royale Union Hutoise Football Club    | 76   | Huy       | ??                     | 1932-1933 (1re) | 1 saison    | 1re Promotion C    |
| 14 | Stade Waremmien Football Club         | 190  | Waremme   | ??                     | 1932-1933 (1re) | 1 saison    | 1re Promotion D    |

### Localisation Série B
| \| Liège · R. FC Liègeois · R. FC Sérésien · R. Tilleur FC · Racing FC Montegnée SK Hoboken Boom FC FC Turnhout Turnhoutsche SK Louvain Exc. FC Hasselt RC Tirlemont Liège St. Waremmien Union Hutoise CS Verviétois \| Localisation des clubs engagés en Division 1B 1932-1933 |
| Liège · R. FC Liègeois · R. FC Sérésien · R. Tilleur FC · Racing FC Montegnée SK Hoboken Boom FC FC Turnhout Turnhoutsche SK Louvain Exc. FC Hasselt RC Tirlemont Liège St. Waremmien Union Hutoise CS Verviétois                                                               |

### Localisation des clubs anversois
Les 5 clubs anversois sont:
(4) Tubantia FAC (A)
(8) SK Hoboken (B)
(10) Belgica FC Edegem (A)
(11) VV Oude God Sport (A)
Borgerhoutsche SK (A)

### Localisation des clubs bruxellois
Les 5 cercles bruxellois sont :
(6) SC Anderlechtois (A)
(8) CS La Forestoise (A)
(9) R. Uccle Sport (A)
(12) CS Schaerbeek (A)
(14) White Star AC (A)

### Localisation des clubs liégeois
Les 4 cercles liégeois sont :
(1) FC Liégeois (B)
(4) Racing FC Montegnée (B)
(9) FC Sérésien (B)
 (11) R. Tilleur FC (B)

## Classements
- Le nom des clubs est celui employé à l'époque

Légende
- Champion & Promu en Division d'Honneur
- clubs relégué en Promotion (D3)

Abréviations
 : Relégué de Division d'Honneur 1931-1932

 : Promus de Promotion 1931-1932

### Division 1 A
| Rang | Équipe               | Pts | J  | G  | N  | P  | Bp | Bc | Diff |
| ---- | -------------------- | --- | -- | -- | -- | -- | -- | -- | ---- |
| 1    | BELGICA FC EDEGEM    | 36  | 26 | 16 | 4  | 6  | 95 | 41 | +54  |
| 2    | ARA La Gantoise      | 33  | 26 | 13 | 7  | 6  | 74 | 53 | +21  |
| 3    | White Star Woluwé AC | 33  | 26 | 15 | 3  | 8  | 77 | 51 | +26  |
| 4    | Borgerhoutsche SK    | 28  | 26 | 10 | 8  | 8  | 49 | 65 | -16  |
| 5    | R. SC Anderlechtois  | 27  | 26 | 11 | 5  | 10 | 55 | 48 | +7   |
| 6    | Tubantia FAC         | 27  | 26 | 12 | 3  | 11 | 58 | 59 | -1   |
| 7    | Club Renaisien       | 27  | 26 | 12 | 3  | 11 | 37 | 52 | -15  |
| 8    | K. SV Blankenberge   | 25  | 26 | 11 | 3  | 12 | 49 | 58 | -9   |
| 9    | AS Ostendaise        | 23  | 26 | 10 | 3  | 13 | 58 | 56 | +2   |
| 10   | CS Schaerbeekois     | 22  | 26 | 6  | 10 | 10 | 64 | 56 | +8   |
| 11   | R. Uccle Sport       | 22  | 26 | 8  | 6  | 12 | 68 | 72 | -4   |
| 12   | CS La Forestoise     | 22  | 26 | 9  | 4  | 13 | 42 | 57 | -15  |
| 13   | Knokke FC            | 22  | 26 | 9  | 4  | 13 | 49 | 68 | -19  |
| 14   | VV Oude God Sport    | 17  | 26 | 6  | 5  | 15 | 46 | 85 | -39  |

- NOTE: Au vu du classement, il est probable qu'un test-match est organisé pour départager le CS La Forestoise et Knokke FC. Les deux équipes terminent à égalité de points et avec un nombre identique de défaites. Malheureusement, on ne trouve aucune trace fiable de ce match d'appui.

### Division 1 B
| Rang | Équipe                  | Pts | J  | G  | N | P  | Bp | Bc | Diff |
| ---- | ----------------------- | --- | -- | -- | - | -- | -- | -- | ---- |
| 1    | R. TILLEUR FC           | 34  | 26 | 15 | 4 | 7  | 69 | 52 | +17  |
| 2    | R. FC Liégeois          | 30  | 26 | 11 | 8 | 7  | 60 | 49 | +11  |
| 3    | Turnhoutse SK HIH       | 29  | 26 | 13 | 3 | 10 | 56 | 49 | +7   |
| 4    | R. FC Sérésien          | 29  | 26 | 13 | 3 | 10 | 46 | 42 | +4   |
| 5    | Stade Waremmien FC      | 28  | 26 | 13 | 2 | 11 | 55 | 43 | +12  |
| 6    | FC Turnhout             | 27  | 26 | 11 | 5 | 10 | 64 | 54 | +10  |
| 7    | RC Tirlemont            | 25  | 26 | 8  | 9 | 9  | 43 | 44 | -1   |
| 8    | Boom FC                 | 25  | 26 | 10 | 5 | 11 | 49 | 58 | -9   |
| 9    | R. Union Hutoise FC     | 25  | 26 | 10 | 5 | 11 | 48 | 57 | -9   |
| 10   | SK Hoboken              | 25  | 26 | 11 | 3 | 12 | 51 | 46 | +5   |
| 11   | R. CS Verviétois        | 24  | 26 | 10 | 4 | 12 | 62 | 68 | -6   |
| 12   | R. Stade Louvaniste     | 24  | 26 | 10 | 4 | 12 | 39 | 54 | -15  |
| 13   | R. Racing FC Montegnée  | 23  | 26 | 10 | 3 | 13 | 61 | 62 | -1   |
| 14   | R. Excelsior FC Hasselt | 16  | 26 | 6  | 4 | 16 | 51 | 76 | -25  |

## Déroulement de la saison

### Résultats des rencontres - Série A
| Résultats (▼dom., ►ext.)                                   | 1 | 2 | 3 | 4 | 5 | 6 | 7 | 8 | 9 | 10 | 11 | 12 | 13 | 14 |
|                                                            |   | - | - | - | - | - | - | - | - | -  | -  | -  | -  | -  |
|                                                            | - |   | - | - | - | - | - | - | - | -  | -  | -  | -  | -  |
|                                                            | - | - |   | - | - | - | - | - | - | -  | -  | -  | -  | -  |
|                                                            | - | - | - |   | - | - | - | - | - | -  | -  | -  | -  | -  |
|                                                            | - | - | - | - |   | - | - | - | - | -  | -  | -  | -  | -  |
|                                                            | - | - | - | - | - |   | - | - | - | -  | -  | -  | -  | -  |
|                                                            | - | - | - | - | - | - |   | - | - | -  | -  | -  | -  | -  |
|                                                            | - | - | - | - | - | - | - |   | - | -  | -  | -  | -  | -  |
|                                                            | - | - | - | - | - | - | - | - |   | -  | -  | -  | -  | -  |
|                                                            | - | - | - | - | - | - | - | - | - |    | -  | -  | -  | -  |
|                                                            | - | - | - | - | - | - | - | - | - | -  |    | -  | -  | -  |
|                                                            | - | - | - | - | - | - | - | - | - | -  | -  |    | -  | -  |
|                                                            | - | - | - | - | - | - | - | - | - | -  | -  | -  |    | -  |
|                                                            | - | - | - | - | - | - | - | - | - | -  | -  | -  | -  |    |
| - Victoire à domicile - Match nul - Victoire à l'extérieur |   |   |   |   |   |   |   |   |   |    |    |    |    |    |

### Résultats des rencontres - Série B
| Résultats (▼dom., ►ext.)                                   | 1 | 2 | 3 | 4 | 5 | 6 | 7 | 8 | 9 | 10 | 11 | 12 | 13 | 14 |
|                                                            |   | - | - | - | - | - | - | - | - | -  | -  | -  | -  | -  |
|                                                            | - |   | - | - | - | - | - | - | - | -  | -  | -  | -  | -  |
|                                                            | - | - |   | - | - | - | - | - | - | -  | -  | -  | -  | -  |
|                                                            | - | - | - |   | - | - | - | - | - | -  | -  | -  | -  | -  |
|                                                            | - | - | - | - |   | - | - | - | - | -  | -  | -  | -  | -  |
|                                                            | - | - | - | - | - |   | - | - | - | -  | -  | -  | -  | -  |
|                                                            | - | - | - | - | - | - |   | - | - | -  | -  | -  | -  | -  |
|                                                            | - | - | - | - | - | - | - |   | - | -  | -  | -  | -  | -  |
|                                                            | - | - | - | - | - | - | - | - |   | -  | -  | -  | -  | -  |
|                                                            | - | - | - | - | - | - | - | - | - |    | -  | -  | -  | -  |
|                                                            | - | - | - | - | - | - | - | - | - | -  |    | -  | -  | -  |
|                                                            | - | - | - | - | - | - | - | - | - | -  | -  |    | -  | -  |
|                                                            | - | - | - | - | - | - | - | - | - | -  | -  | -  |    | -  |
|                                                            | - | - | - | - | - | - | - | - | - | -  | -  | -  | -  |    |
| - Victoire à domicile - Match nul - Victoire à l'extérieur |   |   |   |   |   |   |   |   |   |    |    |    |    |    |

### Attribution du titre de «Champion de Division 1»
Ce match a une valeur honorifique.
| Date       | Équipe 1          | Équipe 2      | Score | Remarques |
| ---------- | ----------------- | ------------- | ----- | --------- |
| ??/??/1933 | Belgica FC Edegem | R. Tilleur FC | ?-?   |           |

Note: Apparemment il semble que des "matches pour le titre" ont lieu lorsque le 2e niveau compte deux séries. Mais malhaureusement on ne retrouve pas toujours de traces fiables de ces rencontres. Le cas de figure se reproduit par la suite aux 3e puis 4e niveaux nationaux qui comptent toujours plus d'une série. Si des matches entre les champions de série sont disputés à certaines époques, le titre "d'unique" champion n'aura jamais valeur officielle et le fait de remporter une série équivaut à un titre au niveau concerné.

## Récapitulatif de la saison
- Champion A : Belgica FC Edegem (1er titre en D2)
- Champion B: R. Tilleur FC (3e titre en D2)
- Sixième titre de "D2" pour la Province d'Anvers.
- Huitième titre de "D2" pour la Province de Liège.

| Région flamande (14)            | Région flamande (14) | Province de Brabant (7)      | Province de Brabant (7) | Région wallonne (7)    | Région wallonne (7) |
| ------------------------------- | -------------------- | ---------------------------- | ----------------------- | ---------------------- | ------------------- |
| Province d'Anvers               | 8                    | Région de Bruxelles-Capitale | 5                       | Province de Hainaut    | 0                   |
| Province de Flandre-Occidentale | 3                    | Province du Brabant flamand  | 2                       | Province de Liège      | 7                   |
| Province de Flandre-Orientale   | 2                    | Province du Brabant wallon   | 0                       | Province de Luxembourg | 0                   |
| Province de Limbourg            | 1                    |                              |                         | Province de Namur      | 0                   |

1. ↑  Au niveau footballistique, la province de Brabant est toujours unitaire malgré sa partition territoriale en 1995.

## Montée / Relégation
Le Belgica FC Edegem et le R. Tilleur FC montent en Division d'Honneur.
L'Excelsior FC Hasselt, Knokke FC, le R. Racing FC Montegnée et VV Oude God Sport sont relégués en Promotion (D3) et remplacés, la saison suivante, par le Cappellen FC, le CS St-Josse, le Patria FC Tongres et le Wallonia Association Namur.

## Début en D2
Deux clubs jouent pour la première fois au 2e niveau national du football belge. Ils sont les 63e et 64e clubs différents à y apparaître.
- Stade Waremmien FC et Union Hutoise FC 14e et 15e clubs liégeois différents en D2 ;

## Changements d'appellation / Fusions
- En fin de saison, après obtention du titre de "Société Royale", le Club Renaisien (matricule 46) adapte son nom et devient le R. FC Renaisien.
- En fin de saison, Borgerhoutsche SK (matricule 84) fusionne avec le RC Anvers-Deurne (matricule 29) pour former le Racing Club Borgerhout (matricule 84).
- Reconnu "Société Royale", le SC Anderlechtois (matricule 35) adapte son appellation et devient le R. SC Anderlechtois.